# 全塘镇
全塘镇，中国浙江省嘉兴市平湖市下辖的一个镇，已撤销。

## 辖区
该镇辖有：全塘镇社区、白沙湾渔业社区、星华村、优胜村、前进村、建中村、穗轮村、金沙村、金桥村、三八村、